# Swamp rock
Swamp rock è un termine coniato alla fine degli anni '60 originariamente per definire lo stile di Roots rock 
del gruppo rock Creedence Clearwater Revival.
Pur essendo californiani, i Creedence Clearwater Revival si ispiravano tra l'altro alle sonorità del cosiddetto 
swamp pop della Louisiana, ottenendo un grande successo con una cover del celebre successo anni '50 di
Dale Hawkins, Suzie Q.
Il termine in seguito è stato associato ad artisti d'ispirazione "roots" come Tony Joe White e altri musicisti come Larry Jon Wilson, Jim Dickinson, Travis Wammack, J.J. Cale, Bobbie Gentry, e più recentemente i Deadboy and the Elephantmen.

## Artisti del genere
- Bobbie Gentry
- Creedence Clearwater Revival
- Deadboy and the Elephantmen
- Larry Jon Wilson
- Jim Dickinson
- J.J. Cale
- Joe Victor
- Tony Joe White
- Travis Wammack
- Dale Hawkins
- Redbone